# Jigoro Kano
Jigoro Kano (japonès: Japonais)  (Kōbe, 10 de desembre de 1860 - at sea, 4 de maig de 1938) fou un educador i esportista, fundador del judo japonès.
Estudiós de diversos estils de jiu jitsu, creà, el 1882, la seva escola, el Kodokan Judo, a partir d'aquells. Va aconseguir difondre la seva art marcial dins del sistema educatiu japonès, i va ser el primer a incorporar el sistema de graus kiu/dan a les arts marcials.
Les innovacions pedagògiques atribuïdes a Kanō inclouen l'ús de cinturons blancs i negres i la introducció del sistema de graus per mostrar la classificació relativa entre els membres d'un estil d'art marcial. Els lemes ben coneguts atribuïts a Kanō inclouen "Màxima eficàcia en un mínim esforç" (精力善用 seiryoku zen'yō) i "benestar mutu i benefici" (自他共栄 jita kyōei).
Fou educador, fent de director d'educació primària del Ministeri d'Educació (文部省, Monbushō) de 1898 a 1901, i president de l'Escola Normal Superior de Tòquio des de 1900 fins a 1920. Va tenir un paper clau en fer que el judo i el kendo formessin part dels programes de les escoles públiques japoneses dels anys 1910.
Va ser un pioner dels esports internacionals, i el primer membre asiàtic del Comitè Olímpic Internacional (COI), des de 1909 fins a 1938, representant oficialment el Japó en la majoria dels Jocs Olímpics celebrats entre 1912 i 1936; i fou el portaveu principal de la candidatura del Japó als Jocs Olímpics de 1940.
Els seus honors i condecoracions oficials inclouen el Primer Orde del Mèrit, el Gran Orde del Sol Naixent i el Tercer Grau Imperial. Kanō va ser inclòs com el primer membre del Saló de la Fama de la Federació Internacional de Judo (IJF) el 14 de maig de 1999.
Va morir en el viatge de retorn al seu país de la reunió en què s'havia estat discutint la possibilitat que els jocs olímpics de 1940 es fessin a Tòquio.